# Roscheid
Roscheid é um município da Alemanha localizado no distrito (Kreis ou Landkreis) em Bitburg-Prüm, na associação municipal de Verbandsgemeinde Arzfeld, no estado da Renânia-Palatinado.